# Any Man in America
Any Man in America è il sesto album in studio del gruppo musicale alternative rock statunitense Blue October, pubblicato nel 2011.

## Tracce
1. Everything (AM Limbo) – 0:52
2. The Feel Again (Stay) – 6:00
3. The Money Tree – 4:59
4. For the Love – 4:43
5. Drama Everything – 4:30
6. The Chills – 3:34
7. The Flight (Lincoln to Minneapolis) – 6:45
8. Any Man in America – 6:25
9. You Waited Too Long – 4:28
10. The Honesty – 4:22
11. The Getting Over It Part – 4:38
12. The Worry List – 4:32
13. The Follow Through – 6:10

## Formazione
- Justin Furstenfeld - voce, chitarra
- Jeremy Furstenfeld - batteria, percussionio
- Ryan Delahoussaye - violino, mandolino, tastiere
- C.B. Hudson - chitarre
- Steve Schiltz - chitarra
- Patricia Lynn Drew - voce
- Ray Cordero - voce
- Brendan Bond - tromba
- Tim Palmer - chitarre